# Państwowe Liceum Sztuk Plastycznych im. Andrzeja Kreutza Majewskiego w Kościelcu
Państwowe Liceum Sztuk Plastycznych im. Andrzeja Kreutza Majewskiego w Kościelcu – państwowa średnia szkoła plastyczna w Kościelcu, w powiecie kolskim.
Szkoła powstała w 1979 roku, początkowo siedziba liceum mieściła się w Kole. W latach 1979–2001 funkcjonowała jako Państwowe Liceum Sztuk Plastycznych w Kole, od 2001 jako Zespół Szkół Plastycznych w Kole. Nazwę Państwowe Liceum Sztuk Plastycznych w Kościelcu szkoła otrzymała 1 września 2017 roku wraz z przeniesieniem jej siedziby do pałacu von Kreutzów w Kościelcu.
Patronem szkoły jest Andrzej Kreütz Majewski.

## Historia
Szkoła została założona w 1979 roku przez Bolesława Okuniewskiego, wcześniejszego założyciela ogniska plastycznego w Miejskim Domu Kultury i kierownika Miejskiego Klubu Kultury. Pierwszą siedzibą szkoły było kilka pomieszczeń położonych w budynku przy ulicy Mickiewicza w Kole. Początkowo szkoła posiadała dwa wydziały: ceramiczny i wystawienniczy.
Na przełomie 1982 i 1983 roku szkoła została przeniesiona do kamienicy przy Starym Rynku 26. Szkoła posiadała wówczas pracownie malarstwa, rysunku i rzeźby. W latach 90. XX wieku rozważano przeniesienie szkoły do pałacu w Posadzie, jednak w 1994 roku szkoła została przeniesiona do budynku po byłym przedszkolu przy ulicy Powstańców Wielkopolskich w Kole. W 2012 roku uczennica szkoły, Aleksandra Zdrodowska, zaprojektowała pomnik upamiętniający ofiary bombardowania dworca kolejowego w Kole, który następnie został ustawiony na ich zbiorowej mogile.
W 2017 roku siedziba szkoły została przeniesiona do pałacu w Kościelcu. Założyciel szkoły – Bolesław Okuniewski zmarł w lutym 2023 roku. 1 czerwca 2023 roku w Kole została odsłonięta ławeczka Czesława Freudenreicha, której autorami byli nauczyciele liceum – Jacek Wojciechowski i Krzysztof Wojtukiewicz.
W 2024 roku szkole nadano imię Andrzeja Kreütza Majewskiego.

## Dyrektorzy
Lista dyrektorów szkoły:
- Bolesław Okuniewski (1979–1982)
- Ryszard Pecelerowicz (1982)
- Ewa Bedlechowicz (1982–1983)
- Aleksandra Katkowska (1983–1991)
- Krystyna Drążkiewicz (1991–2010)
- Krzysztof Pawlak (od 2010)

## Profile kształcenia
Rok szkolny 2025/26:
- Fotografia artystyczna
- Projektowanie graficzne

## Znani absolwenci
- Magdalena Gryska[13]
- Paweł Andrzejewski[14]